# Оси-Юрт
Оси-Юрт (чечен. Оьси-Йурт) — село в Ножай-Юртовском районе Чеченской Республики. Входит в состав Бенойского сельского поселения.

## География
Село расположено на правом берегу реки Аксай, в 27 км к юго-западу от районного центра — Ножай-Юрт и в 85 км к юго-востоку от города Грозный.
Ближайшие населённые пункты: на севере — село Энгеной, на северо-востоке — село Гуржи-Мохк, на востоке — село Пачу, на юге — сёла Беной-Ведено и Дарго, на юго-западе — село Белгатой и на западе — село Центарой.

## Население
| 2010 |
| ---- |
| 358  |

## Образование
- Оси-Юртовская муниципальная средняя общеобразовательная школа.